# Tears of Fire
Tears of Fire è un EP dei Keel, uscito nel 1986 per l'Etichetta discografica JVC Records.
Il disco è una mini-raccolta realizzata nel 1986 solo in Giappone per celebrare il successo del loro tour in tale paese.

## Tracce
1. Tears of Fire (Ferrari)
2. Because the Night (Smith, Springsteen) (Bruce Springsteen/Patti Smith Cover)
3. The Right to Rock (Keel, Ferrari, Chaisson)
4. Easier Said Than Done (Simmons, Weissman) [Remix]
5. Raised on Rock (Ferrari)

## Formazione
- Ron Keel - voce
- Marc Ferrari - chitarra
- Bryan Jay - chitarra
- Kenny Chaisson - basso
- Dwain Miller - batteria